# 真桑駅
真桑駅（まくわえき）は岐阜県本巣市にあった名古屋鉄道揖斐線の駅である。

## 歴史

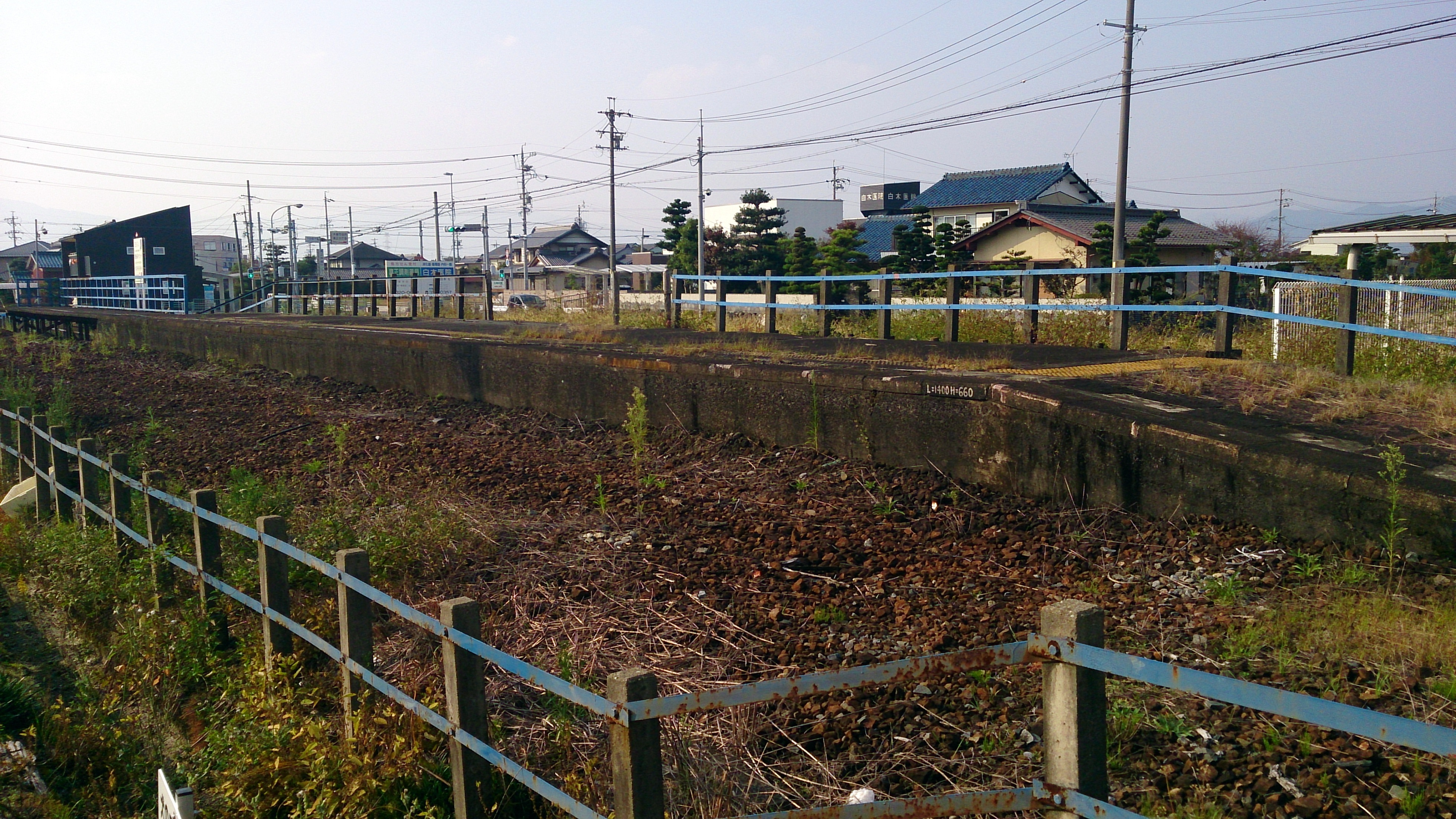
ホーム跡を南東側より
（2015年10月撮影）

1926年（大正15年）に美濃電気軌道の駅として開業した。開業時は当駅と隣の美濃北方駅との間に八ツ又駅が存在したが、当駅より早く廃止されている。2005年（平成17年）に揖斐線は全線廃止され、当駅も廃駅となった。
- 1926年（大正15年）4月6日 - 美濃電気軌道北方線の北方町駅（のちの美濃北方駅） - 黒野駅間の開業と同時に開設[2][3]。
- 1930年（昭和5年）8月20日 - 美濃電気軌道が名古屋鉄道（初代。同年中に名岐鉄道に改称し、1935年より名古屋鉄道に再改称）に合併。同社の揖斐線の駅となる[3]。
- 1948年（昭和23年）11月1日以前 - 無人化[4]。
- 2005年（平成17年）4月1日 - 揖斐線の忠節駅 - 黒野駅間が営業廃止。廃駅[5]。

## 駅の構造
ホーム1面1線の停留場であった。

### 配線図
| ← 黒野方面 | 真桑駅 構内配線略図 | → 忠節方面 |
| 凡例 出典: |                     |            |

## 利用状況
- 『名古屋鉄道百年史』によると1992年度当時の1日平均乗降人員は361人であり、この値は岐阜市内線均一運賃区間内各駅（岐阜市内線・田神線・美濃町線徹明町駅 - 琴塚駅間）を除く名鉄全駅（342駅）中290位、 揖斐線・谷汲線（24駅）中10位であった[1]。

## 駅周辺
- 本巣市役所真正分庁舎

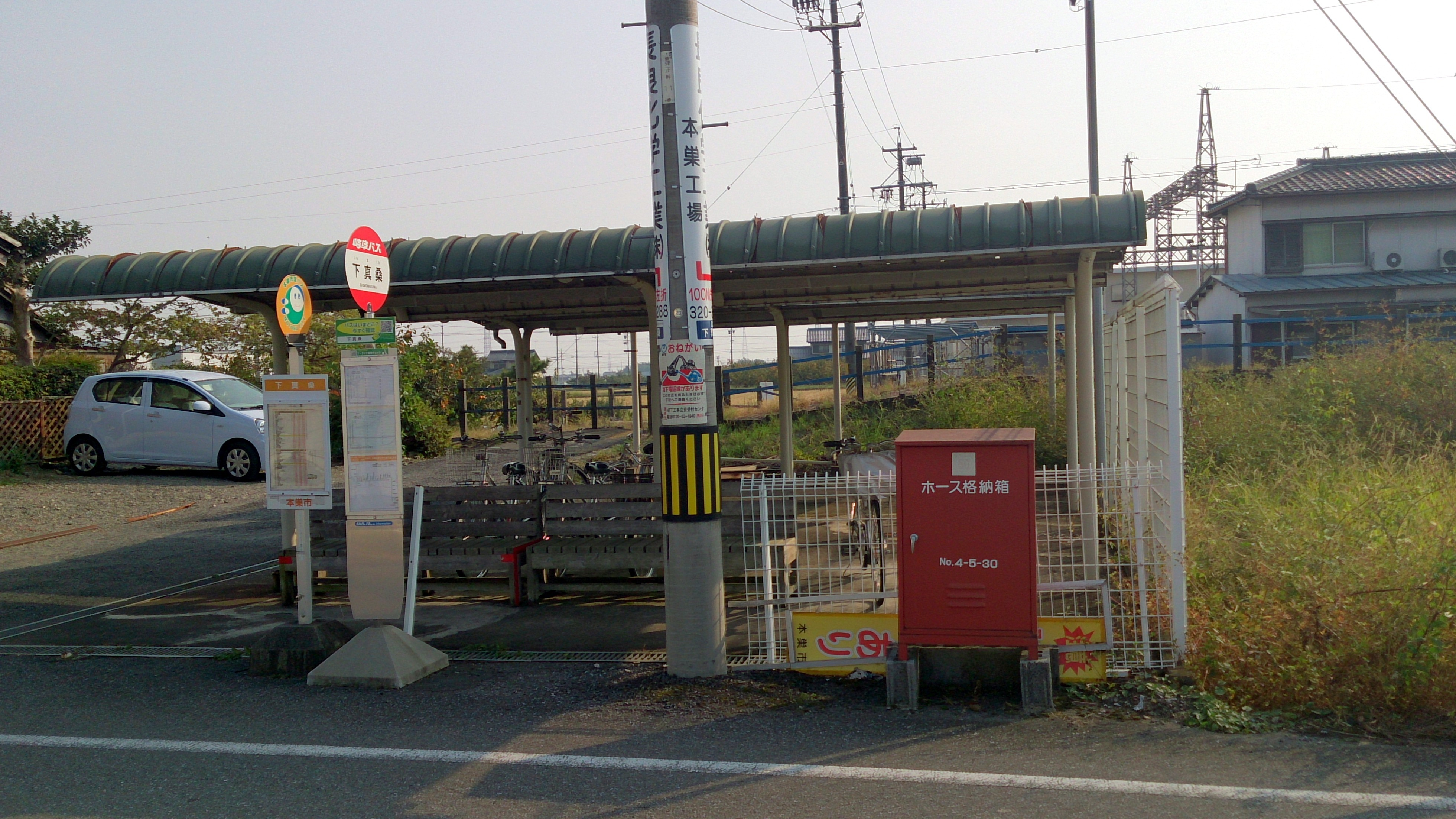
下真桑バス停
（2015年10月撮影）

- 岐阜バス・本巣市市営バス（弾正線） ：下真桑バス停（代替交通手段、駅跡前の自転車置場に隣接。写真参照）

## 隣の駅
名古屋鉄道
揖斐線
美濃北方駅 - 真桑駅 - 政田駅
- 1969年（昭和44年）までは隣の美濃北方駅との間に八ツ又駅が存在した。